# Рамадж, Роберт
Роберт Рамадж (англ. Robert Ramage; 4 октября 1935, Глазго, Великобритания — 16 октября 2019) — британский химик-органик. Внёс значимый вклад в современную органическую химию, в особенности, в синтез природных соединений, пептидов, терпенов. Работал в группе Вудворда и участвовал в синтезе цефалоспорина C.
Член Королевского химического общества (1977), член Эдинбургского королевского общества (1986), член Лондонского королевского общества (1992).

## Биография
Роберт "Боб" Рамадж родился в Глазго в 1935 году. Его отец был обойщиком, а мать - бухгалтером. В 1954 году поступил в университет Глазго, в котором познакомился со своей будущей женой.  В университете помимо химии увлекался математикой и геологией. Его интерес к основному предмету значительно возрос в ходе знакомства с органической химией.  Окончил университет с отличием в 1958 году. Поступил в аспирантуру, которую окончил в 1961 году под руководством профессора Ральфа Рафаэля. В аспирантуре интересовался биосинтезом природных соединений, а также осуществил ряд полных синтезов природных соединений, неполученных раннее. 
С 1961 года проходил стажировку в Бостоне, научной группе Вудворда, где участвовал в решении ряда синтетитических задач и осуществлении полных синтезов ряда природных соединений. 
В 1963 году, по приглашению Вудворда, работает в исследовательском институте в Базеле (на территории компании Ciba AG). С 1964 года работал в Ливерпульском университете, где занимался синтезом ряда природных соединений, в частности, терпенов, также занимался пептидным синтезом. Помимо синтетической работы, также участвовал в изучении механизмов действия ряда биологически активных пептидов, изучал различные природные пути синтеза данных соединений. 
В 1977 году занял должность профессора органической химии в Манчестерском институте науки и технологии, в котором провел семь лет, четыре из которых занимал должность заведующего кафедрой, а также создал свою научную группу и руководил ею. 
В 1984 году, вернувшись в Шотландию, работал на кафедре органической химии в Эдинбургском университете. Работа в Эдинбургском университете отметилась также сотрудничеством с рядом известных исследователей в области органической химии, в частности с Меррифилдом.

## Научные достижения
Будучи аспирантом, участвовал в синтезе ряда природных соединений, в частности купарена . Проходя стажировку в научной группе Вудворда, участвовал в классическом синтезе Витамина B12, затем участвовал в синтезе недавно открытого цефалоспорина C. Немалая часть работ Роберта посвящена синтезу биологически активных сесквитерпенов, таких как (+)-зизановая кислота, (-)-альфа-акоренол, (+)-бета-акоренол . 
Исследовал механизмы биосинтеза алкалоидов, а также осуществил альтернативный метод синтеза лизергиновой кислоты  (улучшив аналогичный метод синтеза данного соединения, предложенный Вудвордом). 
С начала 1970-х годов занимался пептидным синтезом, в ходе которого предложил ряд фосфор-содержащих защитных групп на амино-группу . В частности, они с Кеннером исследовали возможность использования дифенилфосфинамидов (Dpp) в качестве нового класса защитных групп для аминов. Эта работа была обусловлена стереоэлектронными соображениями, согласно которым фосфинамиды гораздо более чувствительны к кислотному гидролизу, чем амиды. Помимо этого, в области пептидного синтеза занимался изучением путей активации карбоксильной группы аминокислот с использованием N-гидроксисоединений. Совместно с Кеннером участвовал в синтезе гастрина человека и аналога лизоцима куриного яйца. Используя новые методы изучения механизмов биологических реакций, в частности введение радиоактивных меток, изучал пути биосинтеза колхицина, известного своей биологической активностью. Данная работа была проведена совместно с Аланом Баттерсби  и стала их основным и наиболее продолжительным совместной проектом (последние части их работы по колхицину были опубликованы только в конце 1990-х годов). 
Работая в Манчестерском институте науки и технологии, группа Рамаджа разработала синтез 5-илиден-1,3-диоксолан-4-онов, что позволило систематически исследовать их химию. В 1984 году, вернувшись в Шотландию, работал на кафедре органической химии в Эдинбургском университете. Вместе с Р.Б. Меррифилдом совершенствовал твердофазный пептидный синтез (SPPS), внедряя использование защитных групп Fmoc/t-butyl. 
Также развивал методологию разделения белков при помощи обращенно-фазовой высокоэффективной жидкостной хроматографии. Осуществил полный синтез белка убиквитина, открытого в конце 1970-х годов. Из лаборатории Рамаджа в Эдинбурге вышло несколько весьма значимых, а в некоторых случаях даже перспективных разработок в области методологии пептидного синтеза. Эта работа охватывала химию защитных групп, смол-связок и активаторов, а также стратегии очистки пептидов. Среди наиболее значимых работ - разработка превосходной защитной группы для гуанидиновой группы аргинина, а именно 2,2,5,7,8-пентаметилхроман-6-сульфонильной группы (Pmc). В основу дизайна Pmc были положены представления о стереоэлектронных эффектах, связанные с достижением максимальной делокализации одиночных пар кислорода в ароматическом кольце, что позволило заметно улучшить кислотоустойчивость по сравнению с существующими арилсульфонильными защитными группами для аргинина. Свидетельством влияния этой работы является то, что Arg(Pmc) по-прежнему широко используется для синтеза пептидов.

## Академическая работа и наставничество
Роберт Рамадж был эффективным руководителем. На протяжении всей своей карьеры занимал несколько руководящих должностей: был заведующим кафедрой органической химии Манчестерского института науки и технологии (1979-1984) и Эдинбургского университета (1987-1990). Инвестировал в инфраструктуру университетов. Принимал активное участие в работе Королевского химического общества. Работал в различных национальных комиссиях по грантам, в том числе возглавлял комитет по органической химии Совета по научным и инженерным исследованиям. Принимал активное участие в работе Европейского пептидного общества, возглавлял его симпозиум в Эдинбурге в 1996 году. Был требовательным учителем и наставником, выпустил большое количество квалифицированных аспирантов и постдоков.

## Связь с промышленностью
Был востребованным консультантом для многих крупных фармацевтических компаний, таких как Pfizer, GlaxoSmithKline и др. - выполнял исследовательские проекты компаний и совершал выезды на места. В 1994 году основал компанию Albachem (сейчас дочерняя компания ALMAC), которая предоставляла услуги по синтезу пептидов для заказчиков из академических и промышленных кругов.

## Личная жизнь
В 1961 году Боб женился на Джоан Патерсон, подруге детства из родного города. У пары было 3 дочери. Помимо органической химии Роберт увлекался чтением книг и был футбольным фанатом.

## Награды
● 1977 -   Член Королевского химического общества
● 1985 -    Медаль Португальского химического общества
● 1986/89 - Тильденская лекция, Королевское химическое общество
● 1986 -    Член Королевского общества Эдинбурга
● 1987 -   Премия за достижения в области синтетической органической химии, присуждаемая Королевским химическим обществом
● 1991 -   Стипендия Эрскина, Университет Кентербери, Новая Зеландия